# Leigh Brackett
Leigh Brackett (Los Angeles, 7 dicembre 1915 – Lancaster, 18 marzo 1978) è stata una scrittrice e sceneggiatrice statunitense.
Riconosciuta dalla critica come "la regina della space opera", è autrice di numerosi romanzi di fantascienza e di science fantasy e ha sceneggiato, fra gli altri, i film Il grande sonno (1946) e Un dollaro d'onore (1959), entrambi di Howard Hawks, Il lungo addio (1973) di Robert Altman, e L'Impero colpisce ancora (1980) di Irvin Kershner.

## Biografia

### Giovinezza ed esordi
Nata e cresciuta a Los Angeles, Leigh Brackett rimase orfana di padre durante l'infanzia e venne cresciuta dalla madre; durante le scuole dell'obbligo partecipò ad attività di teatro e scrittura creativa e fece amicizia con il coetaneo Henry Kuttner, come lei appassionato di letteratura fantastica. A venticinque anni esordì come autrice pubblicando il racconto "Martian Quest" sul numero di Febbraio 1940 della prestigiosa rivista Astounding Science-Fiction, e nei successivi due anni si dimostrò una scrittrice estremamente prolifica, vendendo soprattutto alle riviste Planet Stories, Thriling Wonder Stories e Startling Stories numerosi racconti di fantascienza avventurosa ascrivibile ai sottogeneri della space opera e del planetary romance. In tali opere l'autrice parte dagli stilemi tradizionali del romanzo d'avventura fantastica, formulati da Edgar Rice Burroughs nei precedenti trent'anni con le saghe di Barsoom e di Amtor, ma anziché dipingere gli altri pianeti del sistema solare come mondi esotici e inaccessibili li rappresenta come perfettamente idonei alla colonizzazione umana su vasta scala, immaginando una fitta rete di scambi commerciali interplanetari e portando in scena tematiche di colonialismo e di scontro fra la cultura terrestre e quelle degli alieni autoctoni. A questo proposito va rimarcato che Brackett tratteggia gli ecosistemi e le specie indigene extraterrestri seguendo attentamente le ipotesi scientifiche di inizio Novecento: nella sua concezione, ad esempio, Mercurio è diviso fra un emisfero di giorno perpetuo e uno di notte perpetua, Venere è un pianeta umido coperto da oceani e giungle, Marte è un mondo arido con ampie zone desertiche irrorate da canali. Contestualmente la giovane autrice partecipò anche al nascente fandom della fantascienza attraverso l'associazione culturale Los Angeles Science Fantasy Society e la fanzine di settore Pogo's STF-ETTE, probabilmente la prima pubblicazione del suo genere a essere interamente realizzata da appassionate donne.

### Maturità artistica
Nel 1944 Brackett pubblicò in volume il suo primo romanzo giallo, Un cadavere di troppo (No Good from a Corpse), una vicenda hard-boiled nella tradizione di Raymond Chandler, e contestualmente apparve su Startling Stories il suo primo romanzo fantascientifico, E su Marte dominerai (Shadow Over Mars o The Nemesis from Terra), nel quale emerge per la prima volta una sintesi fra l'intreccio d'avventura alla Burroughs e lo scavo psicologico proprio della tradizione noir statunitense. Il regista Howard Hawks apprezzò Un cadavere di troppo al punto che assunse Brackett perché affiancasse William Faulkner nella stesura della sceneggiatura de Il grande sonno (1946), tratto proprio dal romanzo omonimo di Chandler: il film, con protagonista Humphrey Bogart, è considerato uno dei migliori gialli mai realizzati. Durante la realizzazione della pellicola Brackett iniziò il romanzo breve Loreley delle nebbie di porpora (Lorelei of the Red Mist) e, non trovando il tempo per completarlo da sola, propose al suo giovane amico e collega Ray Bradbury di collaborare con lei, e l'opera a quattro mani apparve sempre nel 1946 su Planet Stories. Il 31 Dicembre di quello stesso anno l'autrice si sposò con Edmond Hamilton, suo collega scrittore e buon amico già da diversi anni: Ray Bradbury fu testimone di nozze e fra gli invitati si contarono numerosi romanzieri di spicco fra cui Robert A. Heinlein, Henry Kuttner e la moglie di lui Catherne Lucille Moore.
Dopo il matrimonio e il trasferimento con Hamilton a Kinsman in Ohio, Brackett non compose narrativa per un paio di anni e riprese l'attività nel 1949 creando il personaggio di Eric John Stark: un orfano terrestre cresciuto su Mercurio dagli alieni autoctoni con il nome di N'Chaka, fino a che la sua famiglia adottiva non è stata uccisa da altri coloni che lo hanno reinserito a forza nella società umana, così che la sua identità è costitutivamente lacerata fra lo smargiasso avventuriero terrestre e il genuino e ferale indigeno mercuriano. Stark fu protagonista di tre novelle pubblicate su Planet Stories fra 1949 e 1951, nelle quali Brackett si allontanò gradualmente dalla visione adrenalinica e romantica dell'esplorazione interstellare propria delle sue opere giovanili, sviluppando al contrario toni più meditativi e una visione critica degli atteggiamenti imperialisti e positivisti; è a tal proposito indicativo che Stark sia descritto come un uomo bianco divenuto di carnagione eburnea per l'esposizione costante al Sole (essendo l'atmosfera di Mercurio più sottile di quella della Terra), tratto somatico che, negli Stati Uniti della segregazione razziale, era la massima approssimazione possibile ad un vero e proprio protagonista nero.

### L'ultimo periodo
La seconda fase dell'opera di Brackett durò grossomodo un lustro e fu interrotta a metà degli anni Cinquanta dalla chiusura di tutte le riviste di fantascienza avventurosa, logorate dalla concorrenza crescente di libri tascabili, albi a fumetti e televisione – è indicativo in tal senso che l'ultimo numero di Planet Stories, datato Estate 1955, ebbe come opera di copertina proprio un romanzo di Brackett, La stella di ghiaccio (Last Call from Sector 9G), e che nello stesso anno la scrittrice pubblicò per la prima volta un testo fantastico direttamente in volume, l'apprezzata storia postapocalittica La città proibita (The Long Tomorrow). Inoltre, va rimarcato che proprio in quegli anni lo sviluppo della radioastronomia smentì le teorie scientifiche sull'abitabilità dei pianeti rocciosi del sistema solare, la quale però era l'assioma portante della letteratura fantascientifica di inizio secolo, così che improvvisamente un intero genere letterario divenne non solo anacronistico ma implausibile in toto.
Davanti a questo mutamento del panorama culturale ed editoriale, Brackett abbandonò quasi totalmente la letteratura e dedicò i tardi anni Cinquanta e i primi anni Sessanta al più remunerativo mondo della televisione e del cinema, occupandosi in particolare di sceneggiature western (alcune con protagonista John Wayne) e dell'adattamento di un altro capolavoro di Raymond Chandler, Il lungo addio (1973). Sempre nei primi anni Settanta, la scrittrice tornò per l'ultima volta alla prosa narrativa componendo la trilogia di Skaith, nella quale Eric John Stark si sposta in cerca di avventura sull'eponimo pianeta extrasolare, mettendo in scena, di fatto, un canto del cigno degli stilemi classici ma ormai desueti della space opera. 

### L'Impero colpisce ancora
L'ultima opera composta da Leigh Brackett è stata la sceneggiatura de L'Impero colpisce ancora (1980), secondo film della trilogia originale di Guerre stellari (Star Wars). L'effettivo apporto di Brackett al processo creativo è stato oggetto di controversia: il creatore della serie, George Lucas, fornì alla scrittrice un soggetto iniziale e Brackett ne ricavò una prima stesura, di per sé completa, che fu consegnata a Lucas poco prima che l'autrice morisse di cancro, il 18 marzo 1978; Lucas, tuttavia, non apprezzò il lavoro di Brackett e realizzò di suo pugno altre due versioni della sceneggiatura per poi affidarne la revisione a Lawrence Kasdan, il quale quindi non lavorò direttamente sulla versione di Brackett. Sia Brackett che Kasdan (ma non Lucas) furono poi accreditati come autori della sceneggiatura finale.
Le uniche copie originali della sceneggiatura di Brackett sono state a lungo custodite negli archivi della Lucasfilm e della Eastern New Mexico University e l'opera è stata pubblicata solo nel 2016, tuttavia già nel 2013 è stato rimarcato che, in effetti, Lucas aveva rigettato per lo più solo i toni che la scrittrice aveva impresso alle varie scene, nonché le caratterizzazioni di personaggi cui Lucas stesso stava ancora lavorando: il testo di Brackett, infatti, presenta già tutti gli snodi di trama che sarebbero poi stati mantenuti nella stesura finale, dalla battaglia campale fra Impero Galattico e Alleanza Ribelle sul pianeta Hoth alle due vicende parallele ambientate sui pianeti Bespin e Dagobah, fino allo scontro climatico fra Luke Skywalker e Dart Fener.

## Opere
Per ogni testo si indica la prima edizione nell'originale inglese e l'eventuale prima traduzione in lingua italiana. Le serie di romanzi interconnessi sono elencate cronologicamente, in base alla data di pubblicazione del primo episodio di ogni ciclo.

### Ciclo del Sistema Solare
Due romanzi, due novelle e ventidue racconti composti da Brackett fra 1940 e 1955 si svolgono nelle ipotetiche colonie terrestri sparse per il sistema solare di un futuro imprecisato, e sono quindi categorizzabili in sotto-serie in base al pianeta d'ambientazione. Con l'eccezione di un singolo racconto, tutto il corpus è stato riunito nell'omnius The Solar System (Baen Books, 2008). 

#### Spazio aperto
Consiste di un racconto confluito nella raccolta Beyond Mars (Baen Books, 2008).
- "Figlio della luce verde" ("Child of the Green Light"), Super Science Stories Febbraio 1942. Trad. Stefano Carducci, in [Quando i marziani...], Nova SF* a. V (XXIII) n. 15 (57), Perseo Libri, febbraio 1989.

#### Mercurio
Consiste di tre racconti e una novella riuniti per la prima volta nella raccolta Mercury's Light (Baen Books, 2008).
- "I demoni del lato oscuro" ("The Demons of Darkside"), Startling Stories Gennaio 1941. Trad. Gianluigi Zuddas, nell'antologia Il senso del meraviglioso, a cura di Sandro Pergameno, Grandi Opere Nord 17, Editrice Nord, 1989.
- "A World Is Born", Comet Luglio 1941.
- "La spada di luce" ("Cube from Space"), Super Science Stories Agosto 1942. Trad. Ugo Malaguti, in [Crepuscolo degli idoli], Nova SF* a. XI n. 36, Libra Editrice, febbraio 1977.
- Shannach, l'ultimo (Shannach, the Last), Planet Stories Novembre 1952; prima edizione in volume in The Best of Leigh Brackett, a cura di Edmond Hamilton, Science Fiction Book Club, Doubleday, 1977. Trad Ugo Malaguti, in [Alla fine dell'arcobaleno], Nova SF* a. VIII n. 25, Libra Editrice, gennaio 1974.

#### Venere
Consiste di otto racconti e una novella; con l'eccezione di "The Blue Behemoth", sono tutti confluiti nella raccolta Swamps of Venus (Baen Books, 2008).
- "The Stellar Legion", Planet Stories Inverno 1940.
- "Interplanetary Reporter", Startling Stories Maggio 1941.
- "The Dragon-Queen of Venus"[4], Startling Stories Estate 1941.
- "La cittadella delle navi perdute" ("Citadel of Lost Ships"), Planet Stories Marzo 1943. Trad. Paolo Busnelli, Robot 28/29, Armenia Editore, luglio-agosto 1978.
- "The Blue Behemoth", Planet Stories Maggio 1943.
- "Terror Out of Space", Planet Stories Estate 1944.
- "Venusiani addio" ("The Vanishing Venusians"), Planet Stories Primavera 1945. Trad. Giampaolo Cossato e Sandro Sandrelli, nell'antologia Le grandi storie della fantascienza 7 (1945), a cura di Isaac Asimov, SIAD Edizioni, 1983.
- Loreley delle nebbie di porpora (Lorelei of the Red Mist), Planet Stories Estate 1946; prima edizione in volume nell'antologia Three Times Infinity, a cura di Leo Margulies, Red Seal Book, 1958. Trad. Ugo Malaguti, in [Loreley delle nebbie di porpora], Nova SF* a. VII n. 23, Libra Editrice, maggio 1973. Collaborazione con Ray Bradbury.
- "Il fuoco della luna" ("The Moon That Vanished"), Thriling Wonder Stories Ottobre 1948. Trad. Ugo Malaguti, ne [Il fuoco della luna], Nova SF* a. IV n. 12, Libra Editrice, settembre 1970.

#### Terra
Consiste di un racconto confluito nella raccolta Beyond Mars (Baen Books, 2008).
- "La danzatrice Halfling" ("The Halfling"), Astonishing Stories Febbraio 1943. Trad. Ugo Malaguti, in [Il Leone di Comarre], Nova SF* a. VIII n. 28, Libra Editrice, ottobre 1974.

#### Marte
Consiste di due romanzi e una raccolta di cinque racconti:
1. E su Marte dominerai (Shadow Over Mars o The Nemesis from Terra), Startling Stories autunno 1944; prima edizione in volume World Fantasy Classic, World Distributors / Sydney Pemberton, 1951. Trad. F. Jachino, I Romanzi del Cosmo 111, Ponzoni Editore, 15 Novembre 1962.
2. La spada di Rhiannon (Sea-Kings of Mars poi The Sword of Rhiannon), Thriling Wonder Stories giugno 1949; prima edizione in volume nel tomo doppio The Sword of Rhiannon / Conan the Conqueror, Ace Double D-36, Ace Books, 1953. Trad. Beata Della Frattina, Urania 131, Arnoldo Mondadori Editore, 2 Agosto 1956.
3. Storie marziane (The Coming of the Terrans), Ace Books, 1967. Trad. Gianni Montanari, Galassia 132, Casa Editrice La Tribuna, 15 Dicembre 1970. Comprende:
  - "Il giardino degli orrori" ("The Beast-Jewel of Mars"), Planet Stories Inverno 1948.
  - "Bisha" ("Mars Minus Bisha"), Planet Stories Gennaio 1954.
  - "Gli ultimi giorni di Shandakor" ("The Last Days of Shandakor"), Startling Stories Aprile 1952.
  - "La sacerdotessa purpurea" ("The Purple Priestess of the Mad Moon"), The Magazine of Fantasy and Science Fiction Ottobre 1964.
  - "La strada per Sinharat" ("The Road to Sinharat"), Amazing Stories Maggio 1963. Vi appare Erik John Stark.

Un volume omnibus della trilogia è stato pubblicato in traduzione italiana come Il ciclo marziano, I Classici della Fantascienza e della Fantasy 3, Fanucci Editore, 1990. 

#### Cintura di Asteroidi
Consiste di due racconti mai riuniti in un volume tematico; la ristampa Baen Books li scinde fra i volumi Martian Quest e Beyond Mars (2008).
- "No Man's Land in Space", Amazing Stories Luglio 1941.
- "Il velo di Astellar" ("The Veil of Astellar"), Thrilling Wonder Stories Primavera 1944. Trad. Roberta Rambelli, nell'antologia Storie dello spazio interno, a cura di Sandro Pergameno, Grandi Opere Nord 7, Editrice Nord, 1981.

#### Giove
Consiste di due racconti riuniti per la prima volta nella raccolta Beyond Mars (Baen Books, 2008).
- "Outpost on Io", Planet Stories Inverno 1942.
- "La danzatrice di Ganimede" ("The Dancing Girl of Ganymede"), Thrilling Wonder Stories Febbraio 1950. Trad. Ugo Malaguti, in [La danzatrice di Ganimede], Nova SF* a. IX n. 33, Libra Editrice, dicembre 1975.

### Ciclo di Erik John Stark
Eric John Stark venne creato da Brackett come protagonista di una sotto-serie del ciclo del Sistema Solare ambientata su Marte; quando poi gli sviluppi dell'astronomia resero implausibile quell'ambientazione, l'autrice trasferì le avventure del personaggio sul pianeta Skaith, situato in un sistema stellare fittizio.

#### Trilogia di Marte
La sequenza consisteva in partenza di tre romanzi brevi, due dei quali furono successivamente espansi e riuniti nell'omnibus People of the Talisman / The Secret of Sinharat (Ace Double M-101, Ace Books, 1964), edito in italiano come La strada per Sinharat (Slan. Il meglio della fantascienza 11, Libra Editrice, 1972). Il primo omnibus miscellaneo a ripubblicare assieme le tre stesure brevi originarie è stato Sea-Kings of Mars and Otherworldly Stories (Fantasy Masterworks 46, Gollancz, 2005), il primo omnibus tematico è stato invece The Mercurian: Three Tales of Eric John Stark (Vertvolta Press, 2019). 
1. Queen of the Martian Catacombs, Planet Stories Estate 1949; espanso e rintitolato Il segreto di Sinharat (The Secret of Sinharat), nel volume doppio People of the Talisman / The Secret of Sinharat, Ace Double M-101, Ace Books, 1964. Trad. Ugo Malaguti, nell'omnibus La strada per Sinharat, Slan. Il meglio della fantascienza 11, Libra Editrice, 1972.
2. Black Amazon of Mars, Planet Stories Marzo 1951; espanso e rintitolato Il popolo del talismano (People of the Talisman), nel volume doppio People of the Talisman / The Secret of Sinharat, Ace Double M-101, Ace Books, 1964. Trad. Ugo Malaguti, nell'omnibus La strada per Sinharat, Slan. Il meglio della fantascienza 11, Libra Editrice, 1972.
3. La città degli dei (Enchantress of Venus poi City of the Lost Ones), Planet Stories Autunno 1949. Trad. Ugo Malaguti, in [L'era dell'infinito], Nova SF* a. VII n. 22, Libra Editrice, marzo 1973.

Stark appare inoltre in un racconto cross-over con la saga dei Sovrani delle Stelle creata da Edmond Hamilton, che si colloca cronologicamente durante la trilogia marziana:
- "Stark and the Star Kings", composto negli anni Settanta per l'antologia mai pubblicata The Last Dangerous Visions a cura di Harlan Ellison; postumo in Stark and the Star Kings, Haffner Press, 2005. Collaborazione con Leigh Brackett.

#### Trilogia di Skaith
Tre romanzi riuniti nell'omnibus The Book of Skaith: The Adventures of Eric John Stark (Science Fiction Book Club, Doubleday, 1976), edito in italiano come Skaith: Ciclo delle Avventure di Eric John Stark sul Pianeta Skaith (Cosmo Serie Oro. Classici della Narrativa di Fantascienza 180, Editrice Nord, 1999). 
1. La stella amara (The Ginger Star), serializzato in due puntate su Worlds of If di Gennaio-Febbraio e Marzo-Aprile 1974; prima edizione in volume Ballantine Books, 1974. Traduzione di Ugo Malaguti, Slan. Il meglio della fantascienza 23, Libra Editrice, 1974.
2. I lupi di Skaith (The Hounds of Skaith), Ballantine Books, 1974. Traduzione di Ugo Malaguti, nell'omnibus Skaith!, Slan. Il meglio della fantascienza 32, Libra Editrice, 1977.
3. I predoni di Skaith (The Reavers of Skaith), Ballantine Books, 1976. Traduzione di Ugo Malaguti, nell'omnibus Skaith!, Slan. Il meglio della fantascienza 32, Libra Editrice, 1977.

### Alpha Centauri
Due romanzi brevi combinati nel fix-up Alfa del Centauro (Alpha Centauri or Die!) entro il volume doppio Alpha Centauri or Die! / Legend of Lost Earth, Ace Books, Ace Double F-187, 1963. Traduzione di Roberta Rambelli, Saturno. Collana di fantascienza 6, Libra Editrice, 1978.
1. The Ark of Mars, Planet Stories Settembre 1953.
2. Teleportress of Alpha C, Planet Stories Inverno 1954/1955.

### Romanzi e novelle autoconclusivi
- La gemma di Bas (The Jewel of Bas), Planet Stories Primavera 1944; prima edizione in volume in The Best of Leigh Brackett, a cura di Edmond Hamilton, Science Fiction Book Club, Doubleday, 1977. Trad. Roberta Rambelli, nell'antologia Storie dello spazio interno, a cura di Sandro Pergameno, Grandi Opere Nord 7, Editrice Nord, 1981.
- Un cadavere di troppo (No Good from a Corpse), Gargoyle Mystery, Coward-McCann, 1944. Trad. L. Conti, Nerogiano, Giano, 2004.
- Stranger at Home, Inner Sanctum Mystery, Simon & Schuster, 1946. Composto da ghostwriter per conto di George Sanders.
- La città dei secoli perduti (The Citadel of the Lost Ages), Thrilling Wonder Stories Dicembre 1950; prima edizione in volume in The Halfling and Other Stories, Ace Books, 1973. Trad. Ugo Malaguti, in [La città dei secoli perduti], Nova SF* a. IX n. 31, Libra Editrice, maggio 1975.
- La legge dei Vardda (The Starmen), Startling Stories Marzo 1951; prima edizione in volume Gnome Press, 1952. Trad. Maria Bulgheroni, I Romanzi di Urania 26, Arnoldo Mondadori Editore, 20 Ottobre 1953.
- Oltre l'infinito (The Big Jump), Space Stories Febbraio 1953; prima edizione in volume nel tomo doppio Solar Lottery / The Big Jump, Ace Double D-103, Ace Books, 1955. Trad. Ugo Malaguti, Saturno. Collana di fantascienza 1, Libra Editrice, 1977.
- La città proibita (The Long Tomorrow), Doubleday, 1955. Trad. Eugenio Crescini, I Romanzi di Urania 122, Arnoldo Mondadori Editore, 29 marzo 1956.
- La stella di ghiaccio (Last Call from Sector 9G), Planet Stories Estate 1955; prima edizione in volume nella raccolta Shannach —The Last: Farewell to Mars, Haffner Press, 2011. Trad. Ugo Malaguti, in [La stella di ghiaccio], Nova SF* a. II (XX) n. 8 (50), Perseo Libri, Dicembre 1986.
- The Tiger Among Us, Doubleday, 1957.
- Il terzo giorno (An Eye for an Eye), Doubleday, 1957. Trad. Pinuccia Rebora, I romanzi del Corriere n. 55, Il Corriere della Sera, 1959.
- Rio Bravo, Bantam Books, 1959. Novellizzazione del film omonimo sceneggiato da Jules Furthman e Leigh Brackett.
- Follow the Free Wind, Doubleday, 1963.
- Amico mio, fratello assassino (Silent Partner), Red Mask Mystery, G. P. Putnam's Sons, 1969. Traduzione di Liliana Schwammenthal, Segretissimo 325, Arnoldo Mondadori Editore, 19 Febbraio 1970.

### Raccolte di racconti
- The Halfling and Other Stories, Ace Books, 1973. Comprende i romanzi brevi La città dei secoli perduti e La città degli dei (parte del ciclo di Eirc John Stark), due racconti del Sistema Solare e quattro racconti autoconclusivi.
- The Best of Leigh Brackett, a cura di Edmond Hamilton, Science Fiction Book Club, Doubleday, 1977. Comprende i romanzi brevi La gemma di Bas, La città degli dei (parte del ciclo di Eirc John Stark) e Shannach, l'ultimo (parte del ciclo del Sistema Solare), quattro racconti del Sistema Solare, tre racconti autoconclusivi e tre saggi.
- No Good from a Corpse, Dennis McMillan Publications, 1999. Omnibus comprendente il romanzo eponimo Un cadavere di troppo e otto racconti del mistero.
- Martian Quest: The Early Brackett, Haffner Press, 2002. Comprende venti racconti giovanili disposti in ordine di pubblicazione, di cui undici racconti del Sistema solare e nove autoconclusivi, con introduzione di Michael Moorcock.
- Sea-Kings of Mars and Otherworldly Stories, Fantasy Masterworks 46, Gollancz, 2005. Comprende il romanzo La spada di Rhiannon, i romanzi brevi La gemma di Bas e Loreley delle nebbie di porpora, le originarie stesure brevi della trilogia marziana di Eric John Stark, quattro racconti del Sistema Solare e due racconti autoconclusivi, con postfazione di Stephen Jones.
- Stark and the Star Kings, Haffner Press, 2005. Omnibus comprendente le stesure brevi della trilogia marziana di Eric John Stark composta da Leigh Brackett, la dilogia dei Sovrani delle Stelle composta da Edmond Hamilton, e il racconto cross-over fra i due cicli scritto in collaborazione fra Brackett e Hamilton.
- Lorelei of the Red Mist: Planetary Romances, Haffner Press, 2007. Comprende i romanzi brevi La gemma di Bas e Loreley delle nebbie di porpora, tre racconti autoconclusivi e sei del Sistema Solare, con paratesti di Ray Bradbury e Harry Turtledove.
- Martian Quest, Baen Books, 2008. Comprendere la raccolta di racconti Storie Marziane (afferente alla trilogia marziana), un racconto della Cintura di Asteoridi entro il ciclo del Sistema Solare, e quattro autoconclusivi.
- Beyond Mars, Baen Books, 2008. Comprende cinque racconti del Sistema Solare: uno della Cintura di Asteroidi, il dittico di Giove, e i due racconti singoli della Terra e dello Spazio Aperto.
- Stark and the Star Kings and Other Stories, Baen Books, 2008. Comprende il romanzo breve La gemma di Bas, tre racconti autoconclusivi, il romanzo breve di Eric John Stark La città degli dei, e il racconto cross-over fra il ciclo di Stark e quello dei Sovrani delle Stelle.

## Filmografia parziale
- The Vampire's Ghost, regia di Lesley Selander (1945)
- Il grande sonno (The Big Sleep), regia di Howard Hawks (1946)
- Crime Doctor's Man Hunt, regia di William Castle (1946)
- Un dollaro d'onore (Rio Bravo), regia di Howard Hawks (1959)
- L'oro dei sette santi (Gold of the Seven Saints), regia di Gordon Douglas (1961)
- Hatari!, regia di Howard Hawks (1962)
- 13 West Street, regia di Philip Leacock (1962)
- El Dorado, regia di Howard Hawks (1966)
- Rio Lobo, regia di Howard Hawks (1970)
- Il lungo addio (The Long Goodbye), regia di Robert Altman (1973)
- L'Impero colpisce ancora (The Empire Strikes Back), regia di Irvin Kershner (1980)